# Hanse (Schiff, 2017)
Die Hanse ist 2017 das größte Binnenschiff, das auf dem Elbe-Seitenkanal fahren kann.

## Geschichte
Das Binnenschiff (Rufzeichen DC9353), dessen Kasko von VOS Kaiser geliefert wurde und bei Santierel Naval in Orșova, Rumänien, entstand, wurde im Juni 2017 von der Kötter-Werft an den Betreiber Henning Jahn aus Magdeburg übergeben. Dieser Neubau ist das fünfte Schiff der Familie Jahn mit dem Namen Hanse.

## Technische Daten
Das Schiff ist 100 m lang, 11,4 m breit und hat einen Tiefgang von 2 m. Die Tragfähigkeit beträgt 2.900 t. Zum Antrieb dienen zwei Viertakt-Dieselmotoren vom Typ Caterpillar C32 Acert mit je 560 kW Leistung. Zwei Dieselgeneratoren vom Typ John Deere 3029 mit je 30 kVA und ein Dieselgenerator vom Typ John Deere 4045 mit 65 kVA dienen zur Stromversorgung. Die Hanse tankt GtL-Fuel (Gas to Liquids), das als besonders rußarm gilt. Das Bugstrahlruder wird von einem 500 PS starken John-Deere-Dieselmotor angetrieben. Die Hanse kann Container in vier Lagen stapeln und hat eine Kapazität von 192 TEU.

## Fahrtgebiet
Die Hanse ist das größte Schiff, das auf dem Elbe-Seitenkanal fahren kann und gehört zu den Scharnebeck-Max-Schiffen. Sie stapelt die Boxen auf dem Elbe-Seitenkanal in zwei Lagen an Bord und hat dann eine Ladekapazität von 96 TEU. Sie ersetzt so mit jeder Reise rund 70 Lkw. Die bisher auf dem Elbe-Seitenkanal eingesetzten Schubverbände müssen am Schiffshebewerk Scharnebeck getrennt und in zwei Teilen geschleust werden. Die Hanse als Einzelfahrer ist durch die gesparte Schleusungsdauer deutlich schneller.
Das Binnenschiff wurde von der DBR gechartert und wird auf der Relation Hamburg–Braunschweig zusätzlich zu den bestehenden fünf wöchentlichen Abfahrten mit Schubverbänden eingesetzt. Die 179 km lange Strecke zwischen Hamburg und Braunschweig legt die  Hanse in 24 Stunden zurück.